# Vääräjärvi (sjö i Norra Savolax, lat 62,57, long 26,95)
Vääräjärvi är en sjö i Finland. Den ligger i kommunen Suonenjoki i landskapet Norra Savolax, i den centrala delen av landet, 290 km norr om huvudstaden Helsingfors. Vääräjärvi ligger 134,6 meter över havet. I omgivningarna runt Vääräjärvi växer i huvudsak blandskog. Den är 17 meter djup. Arean är 53,2 hektar och strandlinjen är 8,97 kilometer lång. Sjön  ingår i Kymmene älvs huvudavrinningsområde. 